# Sierra Leone na Letnich Igrzyskach Olimpijskich 2004
Sierra Leone na Letnich Igrzyskach Olimpijskich 2004 reprezentowało 2 sportowców.

## Skład kadry

### Lekkoatletyka
Kobiety:
- Hawanatu Bangura - bieg na 100 m - Runda 1: 12.11 s

Mężczyźni:
- Lamin Tucker - bieg na 100 m - Runda 1: 10.72 s